# Tjalling Koopmans
Tjalling Charles Koopmans (28. august 1910 i 's-Graveland – 26. februar 1985 i New Haven) var en hollandsk-amerikansk matematiker og økonom. I 1975 modtog han Nobelprisen i økonomi sammen med Leonid Kantorovich "for deres bidrag til teorien om optimal allokering af ressourcer".

## Levned
Koopmans blev født i landsbyen 's-Graveland i det nordlige Holland. Han startede sin universitetskarriere med matematikstudier ved Utrecht Universitet som 17-årig. Tre år senere, i 1930, skiftede han til teoretisk fysik. I 1933 mødte han Jan Tinbergen, den ene af de to allerførste modtagere af Nobelprisen i økonomi i 1969, og flyttede til Amsterdam for at studere matematisk økonomi under ham. Koopmans studerede også økonometri og statistik og fik i 1936 sin Ph.D.-grad fra universitet i Leiden med titlen "Lineær regressionsanalyse af økonomiske tidsserier."
Koopmans flyttede til USA i 1940. Her arbejdede han en tid for en amerikansk regeringsinstitution, hvor han offentliggjorde arbejde inden for transportøkonomi med fokus på optimal ruteplanlægning. Dernæst boede han i Chicago, hvor han arbejdede for Cowles-kommissionen, der på det tidspunkt var placeret ved University of Chicago, og hvor også en række andre Nobelprismodtagere i økonomi som Trygve Haavelmo, Lawrence Klein og Gérard Debreu har arbejdet. I 1946 fik han amerikansk statsborgerskab, og i 1948 blev han direktør for Cowles-kommissionen. I 1950'erne opstod der stigende spændinger mellem staben ved det økonomiske institut på University of Chicago, og Koopmans overtalte Cowles-familien til at flytte institutionen til Yale University i 1955, hvor den blev omdøbt til Cowles-fonden. Han fortsatte med at offentliggøre en række økonomiske forskningsarbejder, bl.a. inden for optimal vækstteori.
Koopmans fik sin Nobelpris (sammen med Leonid Kantorovich) for sine bidrag til området ressourceallokering, især teorien om optimalt ressourceforbrug. Det arbejde, som prisen blev tildelt for, fokuserede på aktivitetsanalyse, dvs. studiet af vekselvirkningen mellem produktionens input og output og sammenhængen med økonomisk efficiens og prissætning. 